# Marion Deigentesch
Marion Deigentesch (* 8. Januar 1995 in Traunstein; von 2021 bis 2025 verheiratete Marion Wiesensarter) ist eine ehemalige deutsche Biathletin.

## Leben und Herkunft
Marion Deigentesch stammt aus der Gemeinde Surberg im Landkreis Traunstein in Oberbayern und hat eine ältere Schwester. In ihrer Zeit als aktive Biathletin lebte und trainierte sie überwiegend in Ruhpolding.
Deigentesch ist Botschafterin des Vereins Athletes for Ukraine.

## Werdegang
Als Mitglied des SV Oberteisendorf begann Marion Deigentesch 2004 mit dem Skilanglauf und wechselte 2008 zum Biathlon. Aufgrund ihrer frühen Erfolge im Deutschlandpokal galt sie als großes Nachwuchstalent und wurde 2011 in den Nationalkader aufgenommen. Bei den Biathlon-Juniorenweltmeisterschaften 2013 im österreichischen Obertilliach hatte sie ihr internationales Debüt und gewann im Verfolgungswettkampf der Jugend die Bronzemedaille. Ebenfalls 2013 erkrankte sie an Pfeifferschem Drüsenfieber, was ihre sportliche Entwicklung beeinträchtigte. Bei den Juniorenweltmeisterschaften 2014 im US-amerikanischen Presque Isle und 2016 im rumänischen Cheile Grădiştei erreichte sie keine Top-10-Platzierung. An den Juniorenweltmeisterschaften 2015 im belarussischen Minsk nahm sie nicht teil. Im März 2016 reiste sie zu den Junioren-Europameisterschaften nach Pokljuka und verfehlte als Vierte im Einzelwettkampf die Bronzemedaille trotz zweitbester Laufzeit nur um wenige Sekunden.
Im Winter 2016/17 kehrte sie nach dreijähriger Pause zurück in den IBU-Cup und erreichte in jedem Rennen die Punkteränge. Am 4. Februar 2017 verbesserte sie sich in der Verfolgung mit fehlerfreiem Schießen im slowakischen Osrblie vom 14. auf den 6. Rang und erreichte damit zum ersten Mal eine Top-10-Platzierung im IBU-Cup. Im März gewann sie gemeinsam mit Karolin Horchler, Matthias Dorfer und David Zobel die Mixedstaffel in Otepää und erreichte damit auch ihre erste Podiumsplatzierung im IBU-Cup. Im folgenden Winter bestritt sie nur beim IBU-Cup in Uwat internationale Rennen und erreichte mit einem sechsten Platz im Sprint erneut eine Top-10-Platzierung. In der nächsten Saison nahm sie etwa an der Hälfte der IBU-Cup-Rennen teil, ein zehnter Platz beim Sprint in Ridnaun war ihr bestes Ergebnis des Winters. Nachdem sie bereits in den vergangenen Jahren in Staffelrennen drei Medaillen bei Deutschen Meisterschaften gewinnen konnte, gewann sie bei den Meisterschaften im September 2019 nach Bronze im Sprint in Bayerisch Eisenstein im Staffelrennen in Ruhpolding als Mannschaft des Bayerischen Skiverbandes gemeinsam mit Anna Weidel und Vanessa Hinz noch Gold.
In der Saison 2019/20 bestritt Marion Deigentesch von Beginn an alle Rennen des zweitklassigen IBU-Cups. Beim Sprint und beim Massenstart in Ridnaun platzierte sie sich mit einem siebten und einem fünften Platz in zwei Rennen hintereinander in den Top 10. Nach historisch schlechten Rennen der Weltcupmannschaft wurden Deigentesch, Maren Hammerschmidt und Janina Hettich für die Weltcuprennen in Annecy/Le Grand-Bornand nominiert um die in den IBU-Cup versetzten oder pausierenden Athletinnen Karolin Horchler, Anna Weidel und Franziska Hildebrand zu ersetzen. Ihr erstes Weltcuprennen bestritt sie am 20. Dezember 2019, beim Sprint in Frankreich verfehlte sie mit Rang 49 zwar die Punkteränge, qualifizierte sich jedoch für das Verfolgungsrennen, in dem sie sich um drei Plätze verbessern konnte.
In der Saison 2020/21 startete sie erneut im Weltcup, beim Einzel in Antholz erreichte sie mit einem Fehler den elften Rang. Damit hatte sie sich auch gleich für den Massenstart qualifiziert, den sie auf Platz 19 abschloss.
Im April 2025 verkündete Marion Deigentesch ihren Rücktritt vom aktiven Leistungssport als Biathletin.

## Statistik

### Platzierungen im Biathlon-Weltcup
Die Tabelle zeigt alle Platzierungen (je nach Austragungsjahr einschließlich Olympische Spiele und Weltmeisterschaften).
- 1.–3. Platz: Anzahl der Podiumsplatzierungen
- Top 10: Anzahl der Platzierungen unter den ersten zehn (einschließlich Podium)
- Punkteränge: Anzahl der Platzierungen innerhalb der Punkteränge (einschließlich Podium und Top 10)
- Starts: Anzahl gelaufener Rennen in der jeweiligen Disziplin
- Staffel: inklusive Mixed- und Single-Mixed-Staffeln

| Platzierung | Einzel | Sprint | Verfolgung | Massenstart | Staffel | Gesamt |
| ----------- | ------ | ------ | ---------- | ----------- | ------- | ------ |
| 1. Platz    |        |        |            |             |         |        |
| 2. Platz    |        |        |            |             |         |        |
| 3. Platz    |        |        |            |             |         |        |
| Top 10      |        |        |            |             | 1       | 1      |
| Punkteränge | 1      |        |            | 1           | 1       | 3      |
| Starts      | 1      | 3      | 1          | 1           | 1       | 7      |